# Ein armer Mulero
Ein armer Mulero ist ein deutschsprachiger Schlager im Calypso von Freddy Quinn aus dem Jahr 1957, den Quinn mit Horst Wende und dessen Calypso-Band interpretierte und der in seiner Version auf Platz 25 der deutschen Charts gelangte. Quinn sang das Lied im Film Die große Chance.

## Inhalt
Freddy Quinn singt von Pedro, der glücklich ist, weil seine Braut so schön ist. Pedro selbst singt seinem Maultier vor, dass er „nur ein armer Mulero, aber ein glücklicher Mann“ sei. Pedro sieht sich glücklich, weil „ihm das Herz seiner Liebsten keiner mehr nehmen kann.“

## Veröffentlichungen
Die erste Veröffentlichung 1957 durch Freddy Quinn geschah als Single mit Ein armer Mulero auf der B-Seite (Polydor-Code 23 481). Auf seinem ersten Studioalbum Freddy im Jahr darauf war Einmal in Tampico eines der acht darauf vorhandenen Lieder, ebenfalls 1958 war es auf dem Extended-Play-Album Die große Chance. Das 2008 erschienene Kompilationsalbum Einmal in Tampico, das 16 Titel umfasste, enthielt dieses Lied unter dem Titel Ein armer Muliero. Es erschien auch auf weiteren Kompilationsalben.

## Coverversionen
Folgende Coverversionen sind bekannt:
- Teddy Timm, 1957
- Walter Novak, 1957
- Frank Olsen, 1958

## Chartplatzierungen
| ChartsChartplatzierungen | Höchstplatzierung | Wochen |
| ------------------------ | ----------------- | ------ |
| Deutschland (GfK)        | 25 (8 Wo.)        | 8      |